# Bojonglarang
Bojonglarang is een bestuurslaag in het regentschap Cianjur van de provincie West-Java, Indonesië. Bojonglarang telt 3069 inwoners (volkstelling 2010).